# Eurya coriacea
Eurya coriacea är en tvåhjärtbladig växtart som beskrevs av Elmer Drew Merrill. Eurya coriacea ingår i släktet Eurya och familjen Pentaphylacaceae. Inga underarter finns listade i Catalogue of Life.